# Вега (калькулятор)
«Ве́га» — первый советский электронный калькулятор с полностью оригинальной архитектурой.
Электронная клавишная вычислительная машина «Вега» была разработана в 1962 г. в Ленинградском отделении Центрального экономико-математического института Академии наук СССР; серийный выпуск начался в 1964 г. В конструкции использовались транзисторы; память на феррит-транзисторных ячейках (около 1500). Габариты 500 × 430 × 240 мм, вес не более 25 кг.
Клавиатура имела 28 клавиш.
ЭКВМ могла выполнять следующие операции:
1. сложение
2. вычитание
3. умножение
4. умножение на постоянный множитель
5. умножение с алгебраическим суммированием результата произведённого действия
6. деление
7. деление на постоянный множитель
8. алгебраическое суммирование частных от деления
9. возведение в n-ю степень
10. извлечение квадратного корня
11. извлечение корня n-й степени

| операция                     | время выполнения, с, не более |
| ---------------------------- | ----------------------------- |
| Сложение и вычитание         | 0,1                           |
| Умножение и деление          | 0,6                           |
| Извлечение квадратного корня | 7,5                           |

Внутреннее представление чисел было двоично-десятичным, с использование кода «8421 с избытком 3» (0=0011, 1=0100, 2=0101, 3=0110, 4=0111, 5=1000, 6=1001, 7=1010, 8=1011, 9=1100).